# Колбейнн Сігторссон
Заголовок цієї статті — це ісландське ім'я, де Колбейнн — особове ім'я, а Сігторссон — ім'я по батькові. 
Колбейнн Сігторссон (ісл. Kolbeinn Sigþórsson, нар. 14 березня 1990, Рейк'явік, Ісландія) — ісландський футболіст, нападник.
Виступав, зокрема, за «Аякс», з яким став триразовим чемпіоном Нідерландів, а також володарем Суперкубка Нідерландів, а також національну збірну Ісландії, з якою став чвертьфіналістом Євро-2016.

## Клубна кар'єра
Вихованець юнацьких команд футбольних клубів «Вікінґур», ХК (Коупавогур) та АЗ.
У дорослому футболі дебютував 2006 року виступами за команду клубу ХК (Коупавогур), взявши участь у 5 матчах чемпіонату.
2010 року приєднався до головної команди клубу АЗ. Відіграв за команду з Алкмара наступний сезон своєї ігрової кар'єри. Більшість часу, проведеного у складі «АЗ», був основним гравцем атакувальної ланки команди. У складі «АЗ» був одним з головних бомбардирів команди, маючи середню результативність на рівні 0,47 голу за гру першості.
До складу нідерландського «Аякса» приєднався 2011 року. Відіграв за команду з Амстердама 80 матчів у національному чемпіонаті.
Влітку 2015 року уклав п'ятирічний контракт з французьким «Нантом». Протягом першого сезону у Франції регулярно виходив на поле, проте результативністю не відзначався. Через рік, 30 серпня 2016 року на умовах річної оренди з правом викупу перейшов до турецького «Галатасарая». Проте за цю команду не провів жодної офіційної гри, оскільки за тиждень після переходу, виступаючи за збірну, зазнав важкої травми коліна, яка потребувала хірургічного втручання. Врешті-решт 29 грудня 2016 року «Галатасарай» скасував орендну угоду і гравець повернувся до «Нанта», у складі якого продовжив відновлення. Уперше вийшов на поле після травми навесні 2018 року.
Завершив кар'єру у шведських клубах АІК та «Гетеборг».

## Виступи за збірні
2006 року дебютував у складі юнацької збірної Ісландії, взяв участь у 14 іграх на юнацькому рівні, відзначившись 7 забитими голами.
Протягом 2007—2011 років залучався до складу молодіжної збірної Ісландії, з якою брав участь у молодіжному чемпіонаті Європи 2011 року. На молодіжному рівні зіграв у 16 офіційних матчах, забив 4 голи.
7 вересня 2010 року дебютував в офіційних іграх у складі національної збірної Ісландії в матчі кваліфікації на Євро-2012 проти Данії (0:1). Через рік, 6 вересня 2011 року, в рамках тієї ж кваліфікації у грі проти Кіпру (1:0) забив свій перший гол за збірну.
Був включений до складу збірної на чемпіонат Європи 2016 року у Франції, який став першим в історії найбільшим турніром для ісландців. 27 червня 2016 року забив другий м'яч Ісландії у грі 1/8 фіналу проти збірної Англії, що принесло збірній Ісландії сенсаційну перемогу (2:1) і прохід до наступного раунду. Там Сігторссон також забив, відзначившись у воротах Франції, але цього разу його команда програла 2:5 і не пройшла далі.
Всього провів у формі головної команди країни 64 матчі, забивши 26 голів і став лише другим футболістом в історії збірної Ісландії, який забив 20 м'ячів після Ейдура Ґудьйонсена.

## Досягнення

### Командні
- Чемпіон Нідерландів:

«Аякс»: 2011/12, 2012/13, 2013/14
- Володар Суперкубка Нідерландів:

«Аякс»: 2013

### Особисті
- Увійшов до символічної збірної Молодіжного чемпіонату Європи 2011